# Chetouane
Chetouane (em árabe: شتوان) é uma cidade e comuna localizada na província de Tremecém, no noroeste da Argélia. Em 2008, sua população era de 47 600 habitantes.